# Harold Walden
Harold Adrian Walden (ur 10 października 1887 – 2 grudnia 1955) – angielski piłkarz wystepujący na pozycji napastnika, mistrz olimpijski ze Sztokholmu 1912.  W trakcie kariery występował w zespołach Helifax Town Bradford City i Arsenalu Londyn.

## Kariera
Swoją karierę rozpoczął w irlandzkich klubach Cliftonville i Linfield na pozycji środkowego napastnika. W w październiku 1911 roku dołączył do Halifax Town, a dwa miesiące później do Bradford City. Spędził cztery sezony w drużynie Bantams i w sezonie 1911–12 został królem strzelców ligi.
Latem 1912 został powołany do amatorskiej reprezentacji, która reprezentowała Wielką Brytanię na olimpijskim turnieju piłki nożnej i odegrał kluczową rolę w zdobyciu przez drużynę złotego medalu. Strzelił 9 goli w trzech meczach, co dało średnią trzech goli na mecz.
Walden zdobył sześć goli w ćwierćfinałowym wygranym 7–0 meczu z Węgrami prowadzonymi przez Schlossera, następnie zdobył dwa gole w wygranym 4–0 meczu przeciwko Finlandi w półfinale oraz strzelił gola w finale przeciwko Danią, w którym Wielka Brytania wygrała 4–2, przyczyniając się w ten sposób w decydującym stopniu do triumfu swojej drużyny w Sztokholmie.
Jest najlepszym brytyjskim strzelcem goli na igrzyskach olimpijskich i ósmym najlepszym strzelcem na igrzyskach olimpijskich.

## Kariera wojskowa
Walden wstąpił do wojska, dołączając do Pułku Cheshire w kwietniu 1902 r. w wieku 14 i pół roku jako dobosz i służył w Indiach i Irlandii.
Grał dla Armii przeciwko Marynarce Wojennej w latach 1910 i 1911, a także służył podczas I wojny światowej w Pułku West Yorkshire, gdzie awansował do stopnia kapitana.
Po zakończeniu wojny został zawodnikiem Arsenalu i zagrał sześć spotkań dla „Kanonierów”, dwukrotnie grał przeciwko Oldham Athletic, strzelając jednego gola, oraz w czterech meczach towarzyskich. Zadebiutował  12 lutego 1921 roku. Mając na koncie tylko te mecze, powrócił do Bradford pod koniec sezonu 1920–21.

## Po zakończeniu kariery
Po zakończeniu kariery piłkarskiej i wojskowej zaczął występować jako artysta estradowy, odbywając tournée po Anglii, Australii, Chinach i Indiach. Zadebiutował na scenie, grając jeszcze w piłkę nożną, w 1919 roku. Miał także niewielką karierę filmową, w tym główną rolę w filmie The Winning Goal, jednym z pierwszych filmów o tematyce piłkarskiej z 1920 roku. Walden zagrał także samego siebie w filmie Cup-tie Honeymoon z 1948 Nagrał płyty 78 rpm, takie jak „Ronnie the Robin” razem z „And only me knows why” w wytwórni Imperial, a także z albumu Ernesta Binnsa Arcadian Follies, „Mother I'm a soldier” i „Only me knows why” w wytwórni Parlophone. Ten ostatni album został zrecenzowany w listopadowym wydaniu magazynu The Gramophone z 1939 r. Zmarł w 1955 r. na atak serca na stacji kolejowej w Leeds.
Został pochowany na cmentarzu Killingbeck RC Cemetery przy York Road w Leeds w hrabstwie Yorkshire.